# Air Force One Down
Air Force One Down es una película de acción estadounidense de 2024 dirigida por James Bamford, escrita y producida por Steven Paul, y protagonizada por Katherine McNamara, Ian Bohen, Anthony Michael Hall, Dascha Polanco y Rade Šerbedžija.
Air Force One Down se estrenó el 9 de febrero de 2024.

## Sinopsis
La agente Miles, del Servicio Secreto, se ve obligada a salvar al Presidente de los Estados Unidos después de que unos terroristas intentaran secuestrar el Air Force One.

## Reparto
- Katherine Mc Namara como Allison Miles
- Anthony Michael Hall como Sam Waitman
- Ian Bohen como Presidente Edwards
- Dasha Polanco como Vicepresidenta Hansen
- Rade Šerbedžija

## Producción
La producción de la película concluyó en marzo de 2023. El 11 de enero de 2024, Paramount Pictures lanzó el tráiler de Air Force One Down.

## Estreno
Air Force One Down fue distribuido por Republic Pictures y estrenada el 9 de febrero de 2024.